# Amt Rennerod

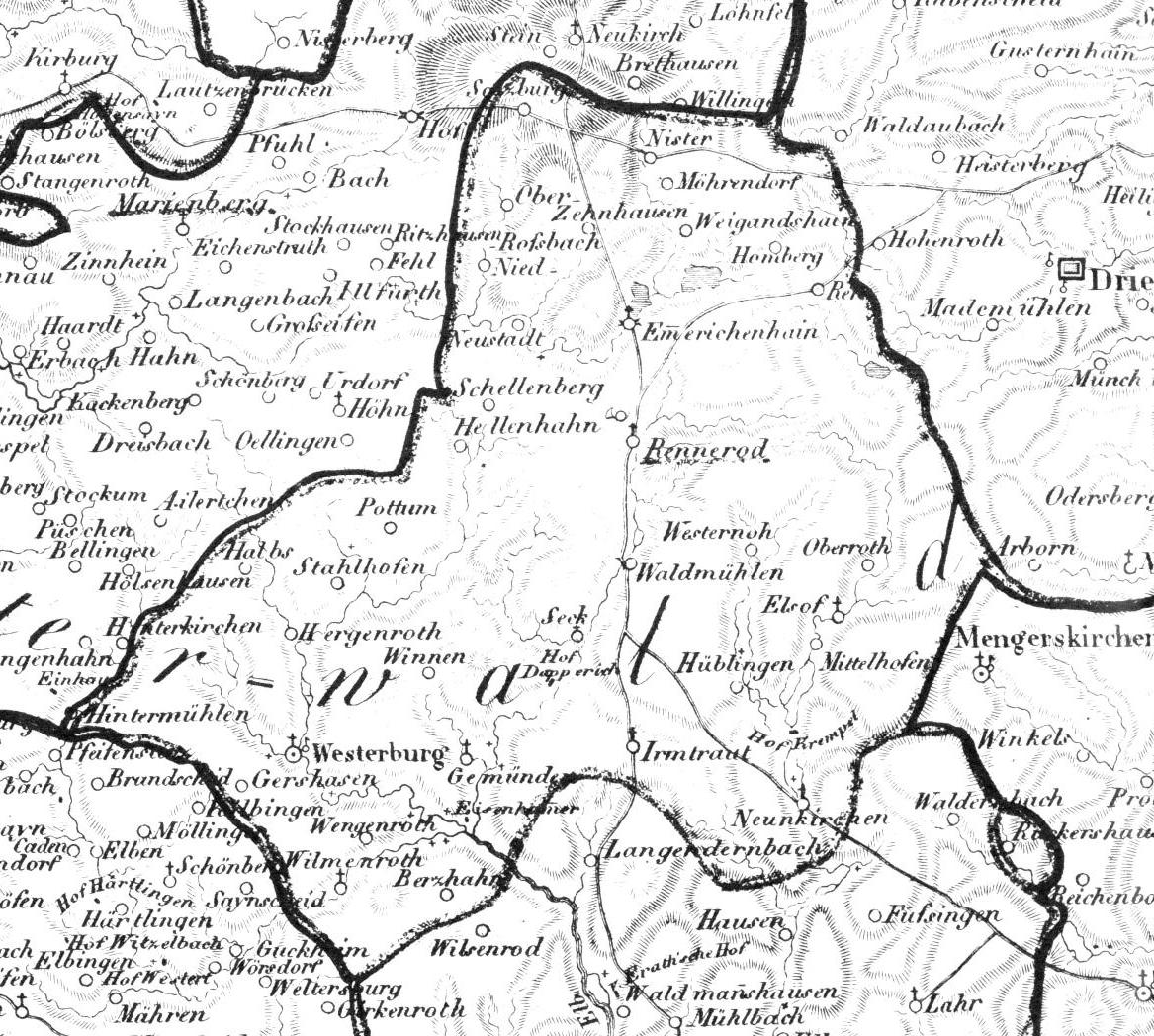
Kartenausschnitt von 1828 des Amts Rennerod

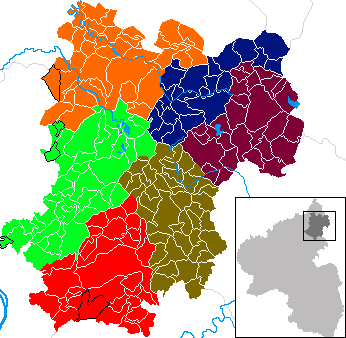
Das Amt Rennerod von 1816 in Weinrot innerhalb des heutigen Kreisgebietes

Das Amt Rennerod war ein nassau-ottonisches und zuletzt herzoglich nassauisches Amt, dessen letzter Sitz der Ort Rennerod war. Das Amt wurde bis 1744 als Amt Stuhlgebiet bezeichnet.

## Geschichte
Das Amt geht zurück auf das mittelalterliche Stuhlgericht (Gericht Winnen-Höhn), einem Landgericht der Grafschaft Diez für die auf dem Westerwald gelegenen Teile der Grafschaft. Das Gericht war nach dem Gericht am Reckenforst bei Dietkirchen das bedeutendste der Grafschaft. Als einzigem Gericht stand Winnen-Höhn ein im 14. Jahrhundert belegter, eigenständiger Zentgraf vor. Als Erben der Grafschaft Diez konnten sich bis zum 16. Jahrhundert die Grafen von Nassau-Dillenburg durchsetzen. Mit dem schrittweisen Übergang zum Römischen Recht verlor das Landgericht seine Bedeutung an die entstehenden Ämter.
Mit der Teilung der Grafschaft Nassau-Dillenburg 1607 fiel das Gericht an die neuentstandene Grafschaft Nassau-Beilstein. Durch einen Vergleich mit der Grafschaft Sayn wurde das Kirchspiel Willmenrod von dem Gericht getrennt und an Sayn übergeben. Der verbliebene Rest des Landgerichts wurde mit weiteren nassau-beilsteinischen Besitzungen zum neuen Amt Stuhlgebiet mit Amtssitz Westernohe vereinigt. Diese fiel mit der Teilung der Grafschaft im Juni 1620 an die Grafen (ab 1650 Fürsten) zu Nassau-Hadamar. Nach dem Aussterben des Hauses Nassau-Hadamar 1711 wurde das Fürstentum mehrfach zwischen den übrigen ottonischen Linien des Hauses Nassau geteilt. Das Amt Stuhlgebiet fiel überwiegend an Nassau-Dillenburg und wurde um den Bezirk des Zentgericht Elsoff erweitert.
Bis 1743 konnte das Haus Nassau-Diez (später Oranien-Nassau) alle nassau-ottonischen Fürstentümer und Grafschaften vereinigen. Es vereinigte das Amt Stuhlgebiet mit weiteren Ämtern 1744 zum Amtskollegium Hadamar. Das Amtskollegium wurde 1775 wieder aufgelöst und das Amt, mit geändertem Sitz, als Amt Rennerod wiederhergestellt. Die Bezirke der Zentgerichte Höhn, Rotenhain wurden 1782 an das neugegründete Amt Marienberg und das Zentgericht Elsoff an das Amt Mengerskirchen abgegeben.
1806 fiel das Amt an das Großherzogtum Berg. Im Großherzogtum Berg wurden die Ämter aufgelöst und stattdessen Kantone eingerichtet. Das Amt fiel überwiegend an den Kanton Rennerod. Bald nach der Völkerschlacht bei Leipzig wurde die Landeshoheit von Oranien-Nassau wiederhergestellt. Nach der Rückgabe an Oranien-Nassau wurden 1813 daraus die bisherigen oranischen Ämter, darunter das Amt Rennerod in alter Form wiedereingerichtet. Am 31. Mai 1815 trat Oranien die Erblande an Preußen ab. Preußen tauschte wiederum die Gebiete mit dem Herzogtum Nassau, so dass das Amt Rennerod nun Teil des Herzogtums wurde.
Bei der Ämterreform am 1. Juli 1816 wurde das Amt Rennerod umgebildet. An das Amt Marienberg wurden die Orte Stein, Neukirchen, Bretthausen, Willingen, Liebenscheid und Weißenberg abgegeben. Das Amt Meudt erhielt Weltersberg. Das Amt Rennerod erhielt Neunkirchen, Hüblingen, Rückershausen, Elsoff, Mittelhofen und Westernohe vom Amt Mengerskirchen.
Im Jahr 1836 wurde das Amt Rennerod wie folgt beschrieben:

„Das Amt Renneröd, hat einen Flächenraum von 57.638 Morgen, wovon 252 Morgen auf die Gebäudestellen, 299 Morgen auf Gärten, 23.897 Morgen auf das Ackerland, 13.334 Morgen auf Wiesen, 126 Morgen auf Weiher, 10.728 Morgen auf Waldungen, 7.688 Morgen auf Dreschland und Waideplätze und 1.314 Morgen auf nicht besteuerte Liegenschaften kommen. In den 2.240 Wohnhäusern leben 12.936 Menschen in 3.225 Familien. Unter den Einwohnern Sind 7.490 Evangelische, 5.271 Katholiken. 6 Mennoniten und 169 Juden.
   Rennerod, unter 25° 44' Länge und 50° 36' 20" Breite, Amtssitz mit 1.180 Einwohnern.
   Gemünden, 7⁄9 Meilen südwestlich von Rennerod, Dorf mit 5 Mühlen, einem Eisenhammer und 940 Einwohnern.
   Westerburg, etwas über eine Meile südwestlich von Rennerod, Flecken mit einem Schlosse, mehren Mühlen und 1,422 Einwohnern.“

Nach der Annexion Nassaus durch Preußen wurde das Amt Teil des Oberwesterwaldkreises.

## Umfang des Amts
Das Amt umfasste 1844 folgende Orte:
| Ort                              | Gemarkung in Morgen | Anzahl der Häuser | Einwohner |
| Rennerod                         | 5.350               | 225               | 1.419     |
| Berzhahn                         | 1.334               | 80                | 441       |
| Elsoff                           | 1.829               | 101               | 570       |
| Emmerichenhain                   | 1.575               | 64                | 518       |
| Gemünden                         | 1.787               | 184               | 1.020     |
| Gershasen (heute zu Westerburg)  | 905                 | 45                | 247       |
| Halbs                            | 690                 | 25                | 138       |
| Hellenhahn-Schellenberg          | 2.724               | 97                | 553       |
| Hergenroth                       | 801                 | 32                | 262       |
| Homberg                          | 823                 | 33                | 259       |
| Hüblingen                        | 1.642               | 54                | 322       |
| Irmtraut                         | 1.769               | 73                | 521       |
| Mittelhofen (heute zu Elsoff)    | 1.633               | 63                | 354       |
| Neunkirchen                      | 2.514               | 83                | 505       |
| Neustadt                         | 1.071               | 36                | 218       |
| Niederroßbach                    | 1.689               | 56                | 367       |
| Nister-Möhrendorf                | 1.163               | 44                | 254       |
| Oberroßbach                      | 1.117               | 41                | 307       |
| Oberrod                          | 2.205               | 81                | 440       |
| Pottum                           | 1.633               | 55                | 380       |
| Rehe                             | 2.953               | 73                | 489       |
| Rückershausen                    | 493                 | 18                | 108       |
| Salzburg                         | 905                 | 31                | 212       |
| Seck                             | 3.638               | 117               | 717       |
| Stahlhofen                       | 809                 | 19                | 172       |
| Waigandshain                     | 1.609               | 34                | 215       |
| Waldmühlen                       | 1.137               | 56                | 290       |
| Wengenroth (heute zu Westerburg) | 657                 | 42                | 239       |
| Westerburg                       | 4.288               | 263               | 1.592     |
| Westernohe                       | 3.172               | 93                | 537       |
| Willmenrod                       | 1.404               | 75                | 440       |
| Winnen                           | 1.186               | 46                | 284       |
| Zehnhausen                       | 1.142               | 39                | 216       |

## Amtmänner
- 1733–1738: Wilhelm Moritz Hombergk zu Vach
- 1775–1781: Johann Heinrich Schenck
- 1781–1789 Georg Daniel Raht
- 1789–1802: Johann Philipp Peter Conradi
- 1801–1802: Eckhard Daniel Philipp Raht
- 1803–1811: Heinrich Ernst Hinzpeter
- 1816: Arnold von Sachs
- 1816–1825: Wilhelm Heinrich Chelius
- 1825–1836: Carl Friedrich Vietor
- 1836–1842: Ernst Heinrich Wolf(f)
- 1842–1843: Martin Friedrich Schenck
- 1843–1845: Maximilian Rudolf Ernst von Reichenau
- 1845–1848: Gustav Knisel
- 1848: Johann Burgeff
- 1854–1859: Johann Friedrich Henrich Wilhelm Held
- 1859–1862: Carl Michael Claudius Wirth
- (1852)1863–1867: David Christian Schütz
- (1867)1868–1884: Robert Westerburg (II.)
- (1884–1886): Robert von Pelcke